# 病原溢出
病原溢出（pathogen spillover）是指病原獲得感染新宿主的能力，從原本宿主（自然宿主）跨越到另一種宿主的現象
。感染人類的病毒有超過三分之二為人畜共通傳染病，即由其他動物溢出至人類。大多數人類病毒最早都可能是由其他動物溢出而來。多數病毒溢出事件為有限的偶發感染，不會發生進一步人傳人的感染，如狂犬病毒經動物咬傷的傷口感染人類，不過有些病毒溢出則會在人群中擴散，造成新興傳染病，如伊波拉病毒、SARS-CoV、MERS-CoV與SARS-CoV-2等。其他生物間也常有病原溢出事件發生，感染野生動物的病原可能溢出至家禽與家畜，如鴨冠狀病毒2714自野生水鳥溢出至家雞、布魯氏菌病自非洲水牛溢出至畜養的牛隻、猪急性腹泻综合征冠状病毒（SADS-CoV）自蝙蝠溢出至豬隻等，也有感染野生雜草的病原溢出至農作物的例子。
近年來動物病原溢出至人類的事件頻頻增加，可能原因有農地擴張、森林砍伐、野生動物的棲地破壞等。病原溢出至人類的過程受原始宿主分布與密度、病原流行率、散播強度與存活率、與人類接觸情形和人類免疫反應等因素影響，溢出過程的瓶頸步驟因病原不同而異。

## 種內病原溢出
病原溢出也可發生在不同族群的同種生物之間。人工飼養的熊蜂病原包括熊蜂短膜虫、熊蜂孢子虫、熊蜂微孢子虫、东方蜜蜂微孢子虫和畸翅病毒等，皆可能隨著熊蜂逃逸至野外而溢出至野生族群，有研究發現一間人工飼養熊蜂的溫室附近有近半野生熊蜂被熊蜂短膜虫感染，此比例隨與溫室的距離增加而下降，顯示溫室中飼養的熊蜂可能是感染源，在北美洲、日本與英國皆有類似病原溢出至野生蜜蜂族群的紀錄。